# Ciclismo nos Jogos Olímpicos de Verão de 1908

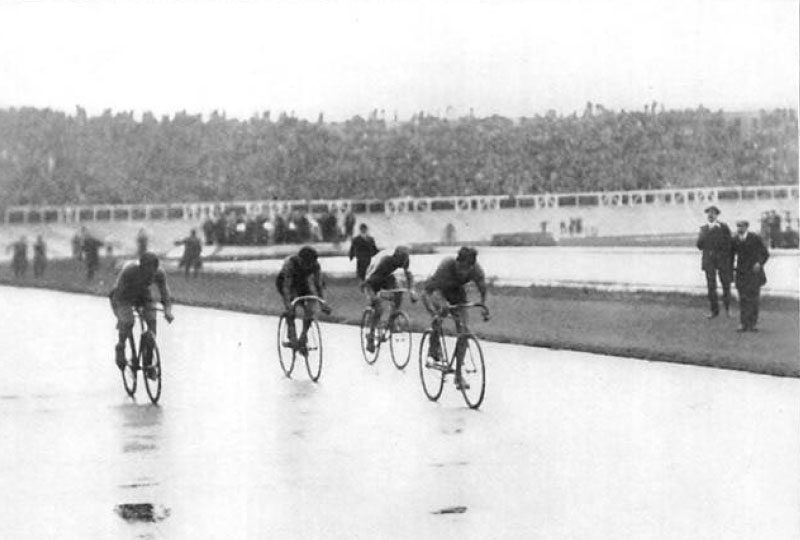
Ciclistas na última volta da prova de 100 quilômetros em Londres 1908

O ciclismo nos Jogos Olímpicos de Verão de 1908 foi realizado em Londres, no Reino Unido, com sete eventos disputados. A pista tinha uma distância de 660 jardas. Alguns eventos como as 660 jardas e o contra o relógio por equipes era cronometrado pela distância da pista (em jardas). As restantes eram calculadas por medidas métricas. Apenas homens participaram da modalidade.

## Eventos do ciclismo
Masculino: 660 jardas | 5000 metros | 20 quilômetros | 100 quilômetros | 1 km de velocidade | 2 km tandem | 1980 yd de perseguição

## 660 jardas masculino
| Pos. | País               | Atletas        |
| ---- | ------------------ | -------------- |
|      | Grã-Bretanha (GBR) | Victor Johnson |
|      | França (FRA)       | Émile Demangel |
|      | Alemanha (GER)     | Karl Neumer    |

A prova era a mais curta dentre as disputadas em 1908, composta de uma única volta pela pista. Os ciclistas não podiam exceder o tempo de 1 minuto e 10 segundos.

### Primeira fase
Um ciclista de cada série avançou a fase semi-final.
- Série 1:
  1.  GBR Benjamin Jones, 59 segundos
  2.  NED Dorus Nijland, tempo desconhecido

- Série 2:
  1.  GBR Clarence Kingsbury, 57.4 segundos
  2.  GER Richard Katzer, tempo desconhecido
  3.  NED Georgius Damen, tempo desconhecido

- Série 3:
  1.  GBR Clarence Kingsbury, 57.4 segundos
  2.  GER Richard Katzer, tempo desconhecido
  3.  NED Georgius Damen, tempo desconhecido

- Série 4:
  1.  GBR Victor Johnson, 56.2 segundos
  2.  BEL Jean Patou, tempo desconhecido
  3.  FRA R. Villepontoux, tempo desconhecido

- Série 5:

Os ciclistas Maurice Schilles, da França, e F. Shore, da África do Sul excederam o limite de 70 segundos e foram eliminados.
- Série 6:
  1.  FRA Émile Demangel, 59.8 segundos
  2.  GBR George Summers, tempo desconhecido
  3.  SWE Andrew Hansen, tempo desconhecido

- Série 7:
  1.  NED Johannes van Spengen, 58.2 segundos
  2.  GER Hermann Martens, tempo desconhecido
  3.  GBR J. L. Lavery, tempo desconhecido

- Série 8:
  1.  CAN Walter Andrews, 55.8 segundos
  2.  BEL Joseph Werbrouck, tempo desconhecido
  3.  FRA Gaston Delaplane, tempo desconhecido

- Série 9:
  1.  FRA Pierre Texier, 1:01.6
  2.  RSA T. H. E. Passmore, tempo desconhecido

- Série 10:
  1.  RSA Floris Venter, 1:03.2
  2.  FRA Georges Perrin, tempo desconhecido
  3.  GER Bruno Götze, tempo desconhecido

- Série 11:
  1.  GER Karl Neumer, 54.2 segundos
  2.  GBR W. F. Magee, tempo desconhecido
  3.  FRA Émile Marechal, tempo desconhecido
  4.  NED Antonie Gerrits, tempo desconhecido

- Série 12:
  1.  GBR Ernest Payne, 57.2 segundos
  2.  FRA André Poulain, tempo desconhecido
  3.  BEL Jean van Benthem, tempo desconhecido

- Série 13:
  1.  GBR Daniel Flynn, 55.0 segundos
  2.  NED Gerard Bosch van Drakenstein, tempo desconhecido
  3.  GER Paul Schulze, tempo desconhecido

- Série 14:
  1.  BEL Lucien Renard, 55.2 segundos
  2.  FRA G. Dreyfus, tempo desconhecido
  3.  CAN William Morton, tempo desconhecido
  4.  GBR G. C. Anderson, tempo desconhecido

- Série 15:
  1.  USA George Cameron, 1:05.2
  2.  BEL G. Dreyfus, tempo desconhecido

- Série 16:
  1.  FRA André Auffray, 58.4 segundos
  2.  GBR Arthur Denny, tempo desconhecido
  3.  RSA Philipus Frylink, tempo desconhecido

### Semifinais
Os melhores ciclistas de cada semi-final avançaram para a final.
Semifinal 1
| Pos. | Ciclista             | País          | Tempo         |
| ---- | -------------------- | ------------- | ------------- |
| 1    | Victor Johnson       | Reino Unido   | 59.2 segundos |
| 2    | Johannes van Spengen | Países Baixos | desconhecido  |
| 3    | Pierre Texier        | França        | desconhecido  |
| 4    | Walter Andrews       | Canadá        | desconhecido  |

Semifinal 2
| Pos. | Ciclista           | País          | Tempo         |
| ---- | ------------------ | ------------- | ------------- |
| 1    | Émile Demangel     | França        | 51.6 segundos |
| 2    | Clarence Kingsbury | Reino Unido   | desconhecido  |
| 3    | William Bailey     | Reino Unidos  | desconhecido  |
| 4    | Floris Venter      | África do Sul | desconhecido  |

Semifinal 3
| Pos. | Ciclista       | País           | Tempo         |
| ---- | -------------- | -------------- | ------------- |
| 1    | Daniel Flynn   | Reino Unidos   | 54.8 segundos |
| 2    | André Auffray  | França         | desconhecido  |
| 3    | George Cameron | Estados Unidos | desconhecido  |
| 4    | Ernest Payne   | Reino Unido    | desconhecido  |

Semifinal 4
| Pos. | Ciclista       | País        | Tempo        |
| ---- | -------------- | ----------- | ------------ |
| 1    | Karl Neumer    | Alemanha    | 1:05.6       |
| 2    | Lucien Renard  | Bélgica     | desconhecido |
| 3    | Benjamin Jones | Reino Unido | desconhecido |

### Final
| Pos. | Ciclista       | País        | Tempo         |
| ---- | -------------- | ----------- | ------------- |
| 1    | Victor Johnson | Reino Unido | 51.2 segundos |
| 2    | Émile Demangel | França      | desconhecido  |
| 3    | Karl Neumer    | Alemanha    | desconhecido  |
| 4    | Daniel Flynn   | Reino Unido | desconhecido  |

## 5000 metros masculino
| Pos. | País               | Atletas          |
| ---- | ------------------ | ---------------- |
|      | Grã-Bretanha (GBR) | Benjamin Jones   |
|      | França (FRA)       | Maurice Schilles |
|      | França (FRA)       | André Auffray    |

### Semifinais
Os melhores ciclistas de cada semi-final avançou a final.
Semifinal 1
| Pos. | Ciclista             | País          | Tempo         |
| ---- | -------------------- | ------------- | ------------- |
| 1    | Johannes van Spengen | Países Baixos | 8:39.8        |
| 2    | Daniel Flynn         | Reino Unido   | desconhecido  |
| 3    | Guglielmo Malatesta  | Itália        | desconhecido  |
| 4    | Pierre Seginaud      | França        | desconhecido  |
| —    | William Bailey       | Reino Unido   | não completou |

Semifinal 2
| Pos. | Ciclista           | País          | Tempo           |
| ---- | ------------------ | ------------- | --------------- |
| 1    | Émile Marechal     | França        | 9:01.4          |
| 2    | Frederick McCarthy | Canadá        | desconhecido    |
| 3    | Antonie Gerrits    | Países Baixos | desconhecido    |
| —    | Ernest Payne       | Reino Unido   | não completou   |
| —    | Émile Demangel     | França        | desclassificado |

Semifinal 3
| Pos. | Ciclista         | País          | Tempo        |
| ---- | ---------------- | ------------- | ------------ |
| 1    | André Auffray    | França        | 8:56.8       |
| 2    | Hermann Martens  | Alemanha      | desconhecido |
| 3    | Philipus Frylink | África do Sul | desconhecido |
| 4    | Bruno Götze      | Alemanha      | desconhecido |
| 5    | William Morton   | Canadá        | desconhecido |

Semifinal 4
| Pos. | Ciclista                     | País          | Tempo         |
| ---- | ---------------------------- | ------------- | ------------- |
| 1    | Gerard Bosch van Drakenstein | Países Baixos | 8:42.8        |
| 2    | W. F. Magee                  | Reino Unido   | desconhecido  |
| 3    | Pierre Texier                | França        | desconhecido  |
| 4    | T. H. E. Passmore            | África do Sul | desconhecido  |
| —    | André Poulain                | França        | não completou |

Semifinal 5
| Pos. | Ciclista         | País          | Tempo        |
| ---- | ---------------- | ------------- | ------------ |
| 1    | Benjamin Jones   | Reino Unido   | 9:08.8       |
| 2    | Karl Neumer      | Alemanha      | desconhecido |
| 3    | Luigi Arizini    | Itália        | desconhecido |
| 4-9  | Georgius Damen   | Países Baixos | desconhecido |
| 4-9  | Gaston Delaplane | França        | desconhecido |
| 4-9  | Max Götze        | Alemanha      | desconhecido |
| 4-9  | J. L. Lavery     | Reino Unido   | desconhecido |
| 4-9  | F. Shore         | South Africa  | desconhecido |
| 4-9  | R. Villepontoux  | France        | desconhecido |

Semifinal 6
| Pos. | Ciclista            | País          | Tempo        |
| ---- | ------------------- | ------------- | ------------ |
| 1    | Clarence Kingsbury  | Reino Unido   | 8:53.0       |
| 2    | Guglielmo Morisetti | Itália        | desconhecido |
| 3    | Dorus Nijland       | Países Baixos | desconhecido |
| 4    | G. Dreyfus          | França        | desconhecido |
| 5-6  | Walter Andrews      | Canadá        | desconhecido |
| 5-6  | A. E. Calvert       | Reino Unido   | desconhecido |

Semifinal 7
| Pos. | Ciclista              | País          | Tempo        |
| ---- | --------------------- | ------------- | ------------ |
| 1    | Maurice Schilles      | França        | 7:55.4       |
| 2    | C. V. Clark           | Reino Unido   | desconhecido |
| 3    | William Anderson      | Canada        | desconhecido |
| 4-7  | Guillaume Coeckelberg | Bélgica       | desconhecido |
| 4-7  | Richard Katzer        | Alemanha      | desconhecido |
| 4-7  | Georges Perrin        | França        | desconhecido |
| 4-7  | Floris Venter         | África do Sul | desconhecido |

### Final
| Pos. | Ciclista                     | País          | Tempo        |
| ---- | ---------------------------- | ------------- | ------------ |
| 1    | Benjamin Jones               | Reino Unido   | 8:36.2       |
| 2    | Maurice Schilles             | França        | desconhecido |
| 3    | André Auffray                | França        | desconhecido |
| 4    | Émile Marechal               | França        | desconhecido |
| 5    | Clarence Kingsbury           | Reino Unido   | desconhecido |
| 6    | Johannes van Spengen         | Países Baixos | desconhecido |
| 7    | Gerard Bosch van Drakenstein | Países Baixos | desconhecido |

## 20 quilômetros masculino
| Pos. | País               | Atletas            |
| ---- | ------------------ | ------------------ |
|      | Grã-Bretanha (GBR) | Clarence Kingsbury |
|      | Grã-Bretanha (GBR) | Benjamin Jones     |
|      | Bélgica (BEL)      | Joseph Werbrouck   |

### Semifinais
Dois métodos de classificação eram definidos para a classificação a final: os ciclistas com o melhor tempo de cada semi-final mais três ciclistas com o maior número de voltas.
Semifinal 1
| Pos. | Ciclista           | País          | Tempo         |
| ---- | ------------------ | ------------- | ------------- |
| 1    | Leon Meredith      | Reino Unido   | 33:21.0       |
| 2    | Hermann Martens    | Alemanha      | 33:21.2       |
| 3    | Joseph Werbrouck   | Bélgica       | 33:21.4       |
| 4    | André Lapize       | França        | desconhecido  |
| 5    | Georgius Damen     | Países Baixos | desconhecido  |
| 6    | Frederick McCarthy | Canadá        | desconhecido  |
| 7-8  | Pierre Hostein     | França        | desconhecido  |
| 7-8  | Richard Katzer     | Alemanha      | desconhecido  |
| —    | Daniel Flynn       | Reino Unido   | não completou |

Semifinal 2
| Pos. | Ciclista                     | País          | Tempo        |
| ---- | ---------------------------- | ------------- | ------------ |
| 1    | Clarence Kingsbury           | Reino Unido   | 32:33.8      |
| 2    | Colin Brooks                 | Reino Unido   | 32:34.0      |
| 3    | Floris Venter                | África do Sul | 32:34.4      |
| 4    | G. C. Lutz                   | França        | desconhecido |
| 5    | Gerard Bosch van Drakenstein | Países Baixos | desconhecido |
| 6    | François Bonnet              | França        | desconhecido |
| 7-9  | Walter Andrews               | Canadá        | desconhecido |
| 7-9  | Jean van Benthem             | Bélgica       | desconhecido |
| 7-9  | Paul Schulze                 | Alemanha      | desconhecido |

Semifinal 3
| Pos. | Ciclista         | País           | Tempo         |
| ---- | ---------------- | -------------- | ------------- |
| 1    | Louis Weintz     | Estados Unidos | 33:39.8       |
| 2    | F. Shore         | África do Sul  | 33:40.0       |
| 3    | Harry Young      | Canadá         | 33:45.2       |
| 4    | Herbert Bouffler | Reino Unido    | desconhecido  |
| 5    | Max Triebsch     | Alemanha       | desconhecido  |
| 6-7  | H. Cunault       | França         | desconhecido  |
| 6-7  | Dorus Nijland    | Países Baixos  | desconhecido  |
| —    | Frederick Hamlin | Reino Unido    | não completou |

Semifinal 4
| Pos. | Ciclista             | País           | Tempo         |
| ---- | -------------------- | -------------- | ------------- |
| 1    | Benjamin Jones       | Reino Unido    | 32:39.0       |
| 2    | George Cameron       | Estados Unidos | 32:39.2       |
| 3    | T. H. E. Passmore    | África do Sul  | 32:39.4       |
| 4    | Octave Lapize        | França         | desconhecido  |
| 5    | Henri Baumler        | França         | desconhecido  |
| 6-7  | Alwin Boldt          | Alemanha       | desconhecido  |
| 6-7  | Johannes van Spengen | Países Baixos  | desconhecido  |
| —    | W. Lower             | Reino Unido    | não completou |

Semifinal 5
| Pos. | Ciclista             | País        | Tempo         |
| ---- | -------------------- | ----------- | ------------- |
| 1    | Andrew Hansson       | Suécia      | 34:53.6       |
| 2    | D. C. Robertson      | Reino Unido | 34:53.8       |
| 3    | William Anderson     | Canadá      | 34:55.6       |
| —    | Ioannis Santorinaios | Grécia      | não completou |
| —    | Pierre Texier        | França      | não completou |

Semifinal 6
| Pos. | Ciclista            | País        | Tempo           |
| ---- | ------------------- | ----------- | --------------- |
| 1    | Arthur Denny        | Reino Unido | 33:40.6         |
| 2    | C. Avrillon         | França      | 33:40.8         |
| 3    | Gustaf Westerberg   | Suécia      | 33:41.4         |
| 4    | Guglielmo Morisetti | Itália      | desconhecido    |
| —    | Léon Couckelberg    | Bélgica     | desclassificado |

### Final
| Pos. | Ciclista           | País           | Tempo        |
| ---- | ------------------ | -------------- | ------------ |
| 1    | Clarence Kingsbury | Reino Unido    | 34:13.6      |
| 2    | Benjamin Jones     | Reino Unido    | desconhecido |
| 3    | Joseph Werbrouck   | Bélgica        | desconhecido |
| 4    | Louis Weintz       | Estados Unidos | desconhecido |
| 5-9  | François Bonnet    | França         | desconhecido |
| 5-9  | Arthur Denny       | Reino Unido    | desconhecido |
| 5-9  | Andrew Hansson     | Suécia         | desconhecido |
| 5-9  | Octave Lapize      | França         | desconhecido |
| 5-9  | Leon Meredith      | Reino Unido    | desconhecido |

## 100 quilômetros masculino
| Pos. | País               | Atletas          |
| ---- | ------------------ | ---------------- |
|      | Grã-Bretanha (GBR) | Charles Bartlett |
|      | Grã-Bretanha (GBR) | Charles Denny    |
|      | França (FRA)       | Octave Lapize    |

Na prova de maior distância, os ciclistas não podem ultrapassar o tempo de 3 horas e 15 minutos.

### Semifinais
Semifinal 1
| Pos. | Ciclista                     | País          | Tempo         |
| ---- | ---------------------------- | ------------- | ------------- |
| 1    | Andrew Hansson               | Suécia        | 2:50:21.4     |
| 2    | G. C. Lutz                   | França        | desconhecido  |
| 3    | Sydney Bailey                | Reino Unido   | desconhecido  |
| 4    | Pierre Texier                | França        | desconhecido  |
| 5    | J. H. Bishop                 | Reino Unido   | desconhecido  |
| 6    | D. C. Robertson              | Reino Unido   | desconhecido  |
| 7-14 | William Anderson             | Canadá        | desconhecido  |
| 7-14 | Alwin Boldt                  | Alemanha      | desconhecido  |
| 7-14 | François Bonnet              | França        | desconhecido  |
| 7-14 | Georgius Damen               | Países Baixos | desconhecido  |
| 7-14 | Gerard Bosch van Drakenstein | Países Baixos | desconhecido  |
| 7-14 | André Lepere                 | França        | desconhecido  |
| 7-14 | Harry Mussen                 | Reino Unido   | desconhecido  |
| 7-14 | J. Norman                    | Reino Unido   | desconhecido  |
| —    | Richard Katzer               | Alemanha      | não completou |
| —    | Frederick McCarthy           | Canadá        | não completou |
| —    | Ioannis Santorinaios         | Grécia        | não completou |

Semifinal 2
| Pos. | Ciclista              | País           | Tempo         |
| ---- | --------------------- | -------------- | ------------- |
| 1    | Leon Meredith         | Reino Unido    | 2:43:15.4     |
| 2    | Charles Bartlett      | Reino Unido    | desconhecido  |
| 3    | Gustaf Westerberg     | Suécia         | desconhecido  |
| 4    | Octave Lapize         | França         | desconhecido  |
| 5    | Walter Andrews        | Canadá         | desconhecido  |
| 6    | William Pett          | Reino Unido    | desconhecido  |
| 7-9  | Guillaume Coeckelberg | Bélgica        | desconhecido  |
| 7-9  | Charles Denny         | Reino Unido    | desconhecido  |
| 7-9  | Harry Young           | Canadá         | desconhecido  |
| —    | Luigi Arizini         | Itália         | não completou |
| —    | Charles Avrillon      | França         | não completou |
| —    | H. Cunault            | França         | não completou |
| —    | Bruno Götze           | Alemanha       | não completou |
| —    | Pierre Hostein        | França         | não completou |
| —    | R. Jolly              | Great Britain  | não completou |
| —    | J. Madeleine          | França         | não completou |
| —    | Guglielmo Malatesta   | Itália         | não completou |
| —    | Hermann Martens       | Alemanha       | não completou |
| —    | William Morton        | Canadá         | não completou |
| —    | Dorus Nijland         | Países Baixos  | não completou |
| —    | David Noon            | Reino Unido    | não completou |
| —    | Battista Parini       | Itália         | não completou |
| —    | T. H. E. Passmore     | África do Sul  | não completou |
| —    | Paul Schulze          | Alemanha       | não completou |
| —    | Max Triebsch          | Alemanha       | não completou |
| —    | Louis Weintz          | Estados Unidos | não completou |

### Final
| Pos. | Ciclista              | País        | Tempo         |
| ---- | --------------------- | ----------- | ------------- |
| 1    | Charles Bartlett      | Reino Unido | 2:41:48.6     |
| 2    | Charles Denny         | Reino Unido | desconhecido  |
| 3    | Octave Lapize         | França      | desconhecido  |
| 4    | William Pett          | Reino Unido | desconhecido  |
| 5    | Pierre Texier         | França      | desconhecido  |
| 6    | Walter Andrews        | Canadá      | desconhecido  |
| 7    | D. C. Robertson       | Reino Unido | desconhecido  |
| 8    | Sydney Bailey         | Reino Unido | desconhecido  |
| —    | J. H. Bishop          | Reino Unido | não completou |
| —    | François Bonnet       | França      | não completou |
| —    | Guillaume Coeckelberg | Bélgica     | não completou |
| —    | Andrew Hansson        | Suécia      | não completou |
| —    | G. C. Lutz            | França      | não completou |
| —    | Leon Meredith         | Reino Unido | não completou |
| —    | Harry Mussen          | Reino Unido | não completou |
| —    | Gustaf Westerberg     | Suécia      | não completou |
| —    | Harry Young           | Canadá      | não completou |

## 1 km de velocidade masculino
| Pos. | País | Atletas |
| ---- | ---- | ------- |
|      | -    | nenhum  |
|      | -    | nenhum  |
|      | -    | nenhum  |

Apesar da disputa da primeira fase e semi-finais, nenhum ciclista conquistou medalhas nessa prova pois todos os classificados excederam o limite de 1 minuto e 45 segundos na final. Dois dos três britânicos na final, Clarence Kingsbury e Victor Johnson não completaram a prova. Completaram o percurso em segundo lugar Benjamin Jones, do Reino Unido e em primeiro lugar Maurice Schilles, da França, porém com o tempo mínimo excedido.
Essa foi a primeira e única vez na história dos Jogos Olímpicos que uma prova ficou sem vencedor. Também foi a primeira e única vez que uma prova ficou sem medalhistas.

## 2 km tandem masculino
| Pos. | País               | Atletas                         |
| ---- | ------------------ | ------------------------------- |
|      | França (FRA)       | Andre Auffray Maurice Schilles  |
|      | Grã-Bretanha (GBR) | Frederick Hamlin Horace Johnson |
|      | Grã-Bretanha (GBR) | Colin Brooks Walter Isaacs      |

Os ciclistas não podiam exceder o tempo de 4 minutos.

### Primeira fase
A melhor dupla de cada série avançou a fase semi-final.
- Série 1:
  1.  GBR Colin Brooks/Walter Isaacs, 2:42.2
  2.  GER Alwin Boldt/Hermann Martens, tempo desconhecido

- Série 2:
  1.  GBR Frederick Hamlin/Thomas Johnson, 3:14.8
  2.  FRA Maurice Texier/Pierre Texier, tempo desconhecido

- Série 3:
  1.  GER Max Götze/Karl Neumer, 2:05.6
  2.  FRA Charles Avrillon/Joseph Guyader, tempo desconhecido
  3.  GBR C. McKaig/E. C. Piercy, tempo desconhecido

- Série 4:
  1.  BEL Léon Coeckelberg/Jean Patou, 2:25.0
  2.  GBR John Barnard/Arthur Rushen, tempo desconhecido

A dupla Barnard e Rushen também avançou as semi-finais mesmo perdendo a eliminatória
- Série 5:
  1.  FRA André Auffray/Maurice Schilles, 3:11.4
  2.  RSA Philipus Frylink/Floris Venter, tempo desconhecido

- Série 6:
  1.  FRA François Bonnet/Octave Lapize, 3:06.8
  2.  GBR R. Jolly/J. Norman, tempo desconhecido

- Série 7:
  1.  GBR John Matthews/Leon Meredith, 2:43.2
  2.  FRA Gaston Dreyfus/André Poulain, tempo desconhecido
  3.  CAN Frederick McCarthy/William Morton, tempo desconhecido

### Semifinais
A melhor dupla de cada semi-final mais o melhor segundo colocado avançaram a final.
Semifinal 1
| Pos. | Ciclistas                       | País        | Tempo        |
| ---- | ------------------------------- | ----------- | ------------ |
| 1    | Frederick Hamlin Thomas Johnson | Reino Unido | 2:42.2       |
| 2    | Colin Brooks Walter Isaacs      | Reino Unido | desconhecido |
| 3    | Max Götze Karl Neumer           | Alemanha    | desconhecido |
| 4    | Léon Coeckelberg Jean Patou     | Bélgica     | desconhecido |

Semifinal 2
| Pos. | Ciclistas                      | País        | Tempo        |
| ---- | ------------------------------ | ----------- | ------------ |
| 1    | André Auffray Maurice Schilles | França      | 2:46.2       |
| 2    | John Matthews Leon Meredith    | Reino Unido | desconhecido |
| 3    | John L. Barnard Arthur Rushen  | Reino Unido | desconhecido |
| 4    | François Bonnet Octave Lapize  | França      | desconhecido |

### Final
| Pos. | Ciclistas                       | País        | Tempo        |
| ---- | ------------------------------- | ----------- | ------------ |
| 1    | André Auffray Maurice Schilles  | França      | 3:07.6       |
| 2    | Frederick Hamlin Thomas Johnson | Reino Unido | desconhecido |
| 3    | Colin Brooks Walter Isaacs      | Reino Unido | desconhecido |

## 1980 yd de perseguição masculino
| Pos. | País               | Atletas                                                           |
| ---- | ------------------ | ----------------------------------------------------------------- |
|      | Grã-Bretanha (GBR) | Benjamin Jones Clarence Kingsbury Leon Meredith Ernest Payne      |
|      | Alemanha (GER)     | Max Götze Richard Katzer Hermann Martens Karl Neumer              |
|      | Canadá (CAN)       | William Anderson Walter Andrews Frederick McCarthy William Morton |

As equipes largaram em lados opostos da pista, e tinham que dar três voltas sobre a pista, totalizando 1980 jardas (1810 metros).

### Primeira fase
Série 1

A equipe belga desistiu da prova e a equipe do Reino Unido formada por Jones, Kingsbury, Meredith e Payne venceu por w.o.
Série 2

A equipe estadunidense desistiu da prova e a equipe do Canadá formada por Anderson, Andrews, McCarthy e Morton venceu por w.o.
Série 3

A equipe dos Países Baixos formada por van Drakestein, Gerrits, Nijland e van Spengen avançou direto as semi-finais.
Série 4

- 1.  GER Max Götze/Richard Katzer/Hermann Martens/Karl Neumer, 2:25.4
  2.  FRA André Auffray/Émile Demangel/Émile Marechal/Maurice Schilles, 2:32.0

### Semifinais
A equipe canadense ficou com o terceiro lugar por ter o melhor tempo dos perdedores da semi-final. Os dois melhores tempos avançaram a final.
Semifinal 1
| Pos. | Ciclistas                                                         | País        | Tempo  |
| ---- | ----------------------------------------------------------------- | ----------- | ------ |
| 1    | Benjamin Jones Clarence Kingsbury Leon Meredith Ernest Payne      | Reino Unido | 2:19.6 |
| 2    | William Anderson Walter Andrews Frederick McCarthy William Morton | Canadá      | 2:29.2 |

Semifinal 2
| Pos. | Ciclistas                                                                      | País          | Tempo  |
| ---- | ------------------------------------------------------------------------------ | ------------- | ------ |
| 1    | Max Götze Richard Katzer Hermann Martens Karl Neumer                           | Alemanha      | 2:31.8 |
| 2    | Gerard Bosch van Drakestein Antonie Gerrits Dorus Nijland Johannes van Spengen | Países Baixos | 2:44.0 |

### Final
| Pos. | Ciclistas                                                    | País        | Tempo  |
| ---- | ------------------------------------------------------------ | ----------- | ------ |
| 1    | Benjamin Jones Clarence Kingsbury Leon Meredith Ernest Payne | Reino Unido | 2:18.6 |
| 2    | Max Götze Richard Katzer Hermann Martens Karl Neumer         | Alemanha    | 2:28.6 |

## Quadro de medalhas do ciclismo
| Ordem | País             | Medalha de ouro | Medalha de prata | Medalha de bronze | Total |
| ----- | ---------------- | --------------- | ---------------- | ----------------- | ----- |
| 1     | GBR Grã-Bretanha | 5               | 3                | 1                 | 9     |
| 2     | FRA França       | 1               | 2                | 2                 | 5     |
| 3     | GER Alemanha     | 0               | 1                | 1                 | 2     |
| 4     | CAN Canadá       | 0               | 0                | 1                 | 1     |
| 4     | BEL Bélgica      | 0               | 0                | 1                 | 1     |